# 宮本和吉
宮本 和吉（みやもと わきち、1883年6月10日 - 1972年10月22日）は、日本の哲学者。

## 経歴

### 戦前
1883年（明治16年）、山形県東田川郡下名川村（後の朝日村、現・鶴岡市）生まれ。荘内中学（現・山形県立鶴岡南高等学校）では阿部次郎と友人となった。父の転勤で阿部が転校すると、意気消沈したという。松嶺小学校の代用教員を1年間勤め、上京して第一高等学校一部に入学。同級生には、鶴見祐輔がおり、寮では斎藤茂吉と同室であったという。1909年(明治42年)、東京帝国大学文科大学哲学科を卒業し、大学院に進んだ。在学中より研究の一方で、岩波書店の『哲学叢書』編集に携わったりして生計を立てていた。1912年には、東京農業大学で英語講師を務めた。
1916年に東京帝国大学大学院を修了。1917年には天台宗大学、1918年には東洋大学で講師となった。1920年7月に八田三喜の勧めにより前年に開校した新潟高等学校講師となり、哲学科主任を務めた。1923年から1925年、文部省在外研究員としてドイツのハイデルベルク大学、フライブルク大学に研究留学。新カント派を中心に学び、ハイデルベルクではハインリヒ・リッケルト、オイゲン・ヘリゲルらの講義を受け、同じく留学していた天野貞祐と親交を結んだ。フライブルクではエトムント・フッサールについて学んだ。
1927年、京城帝国大学教授に就任。哲学・哲学史第二講座を担当した。以降17年間勤務し、後に法文学部長も務めた。1937年、母校の東京帝国大学に『カント哲学ニ於ケル意識ト対象 : 先験的統覚ヲ中心トシテ』を提出して文学博士号を取得した。

### 戦後
1946年2月、旧制武蔵高等学校校長に就任。連合国軍の占領下で学制改革の方針において旧制高等学校の存続が危うくなっていることが判明すると、「東京連合大学」を共立する構想を旧制一校校長・天野貞祐らと共に打ち出した。その計画は実らなかったが、新学制移行とともに武蔵大学学長、武蔵高等学校・中学校校長に就任した。1956年には武蔵大学を退任し、同年成城大学に招かれて文芸学部長、続いて学長を務めた。1958～1961年、成城学園長を務めた。1967年から北海道武蔵女子短期大学初代学長となった。

## 家族・親族
- 父：宮本藏之助
- 妻：セツ夫人は安倍能成の妹。宮本との間に2男。

## 著作

### 著書
- 『哲学概論』岩波書店、1916年
- 『岩波哲学辞典』岩波書店、1922年
- 『カント研究』岩波書店[7]、1941年

### 論文
- CiNii著作(宮本和吉)